# Rockstar (album)
Rockstar är ett musikalbum av den svenske artisten Bosson, släppt 2003.

## Låtlista
1. "I Need Love" - 03:33
2. "You Opened My Eyes" - 03:40
3. "One of a Kind" - 03:54
4. "A Little More Time" - 03:56
5. "Beautiful" - 04:25
6. "Falling in Love" - 03:44
7. "Definite Goodbye" - 04:10
8. "Song for Noa" - 03:36
9. "Say You Will" - 04:18
10. "Xanadu" - 03:49
11. "Run Away With You" - 04:09
12. "Love is Still Alive" - 04:00
13. "Rockstar" - 03:45
14. "It's Not Over Yet" - 03:51

En andra version av albumet släpptes 2004, där även hans bidrag till Melodifestivalen 2004 "Efharisto" var med.